# Musikalisk såg

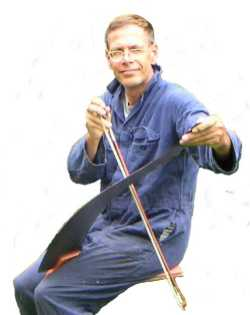
Person med musikalisk såg.

En musikalisk såg är en såg som används som musikinstrument. Den spelas vanligtvis med hjälp av en stråke, men även en mjuk filtklubba, hammare eller träsked kan användas för att skapa ljud.
Ljudet från en musikalisk såg kan beskrivas som en svajande eterisk ton som bygger på friktion. Den musikaliska sågen tillhör musikinstrumentgruppen idiofoner.

## Spelmetod
Sågen placeras med handtaget klämt mellan benen och andra änden i handen, med den tandade kanten mot kroppen. Detta tillvägagångssätt utövas vanligtvis sittande men kan även utföras stående. Vissa spelmän spelar med handtaget under hakan (som en fiol).
Bladet böjs i en S-kurva och stråken stryks på den yttre släta sidan. Genom att föra stråken i mitten av S-kurvan, där bladet är som plattast, kan sågens böjning bestämma hur höga eller låga toner som ska spelas. Ju större platt yta desto mer vibration. För att ändra tonhöjden böjs sågens S-kurva uppåt för att skapa en högre tonhöjd och neråt för en lägre. Med hjälp av att skaka ena benet kan sågspelaren få fram ett vibrato på sågen, för att skapa en längre skiftad ton.

## Instrument
Vanligtvis används en vanlig fogsvans med cirka 80 cm längd som instrument, men det finns även specialgjorda musikaliska sågar. Till exempel finns det sågar utan taggar eller gjorda i tunnare metall för att öka flexibiliteten och därmed bli mer lättspelade. Bland annat finns Sandvik Stradivarius som är en specialgjord såg för musikaliska ändamål.
Sågen är ett svagt instrument och hörs därför inte så bra i större orkestrar. Därför kan den bara användas vid låg instrumentation eller solo.

## Historik
I början av 1920-talet var den musikaliska sågen mycket populär och upptäcktes i Europa och i USA vid ungefär samma tidpunkt.
Den 13-14 augusti 2011 gick den 34:e årliga internationella Musikaliska Sågfestivalen (Musical Way Festival) av stapeln i Santa Cruz i Kalifornien.